# 天津教案
天津教案（てんしんきようあん）は、1870年に天津で発生した教案（反キリスト教事件）。

## 背景
1858年の天津条約によって、清国内でのキリスト教布教が公認されると、宣教師たちは各地で布教を開始した。宣教師は教会を建設し、治外法権を有し、「寛容条款」によって特権を認められていた。
「寛容条款」は教会に付与された特権で、中国人のキリスト教徒も清の法律が適用されないというものである。そのため各地の流民が教会に混入するようになり、各地を横行してトラブルが多発した。また外国人の宣教師は中国の土地建物を購入する権利を得、各地で宣教師が土地を買い占め、キリスト教徒と非キリスト教徒が衝突する事件が頻発した。
キリスト教と伝統的な思想・信仰・風俗習慣は相容れないものであった。宣教師たちは祖先を敬って天を祀ることに反対し、道教や仏教を邪教としたために民衆の反感を買った。民衆の反抗には郷紳たちの支援もあり、初期の衝突の多くは役人や郷紳たちの引き起こしたものだった。

## 経過
1870年4月から5月にかけて、天津で幼児が失踪する事件が相次いだ。6月に疫病が流行し、育嬰堂（孤児院）では3～40人の子供たちが病死した。民衆の間では育嬰堂の修道女が幼児を殺害して薬の材料にしているとの噂が広まった。6月20日、誘拐犯人の武蘭珍が逮捕され教会と信者の王三なる者が共犯であると供述した。翌日、天津知県の劉傑は武蘭珍を伴って育嬰堂を調査したが、王三なる人物は存在せず、武蘭珍の供述はでたらめであることが分かった。神父に謝罪し三口通商大臣の崇厚が善後策の協議に入った。しかしこの時すでに数千の群衆が教会を取り囲み、口論となり、やがてレンガでの殴り合いとなった。フランスの駐天津領事のアンリ・フォンタニールは崇厚に派兵して鎮圧するように要求したが、満足いく回答を得られなかった。フォンタニールは教会前の路上で劉傑と口論になり、発砲して劉傑の従者を殺害した。民衆は憤慨してフォンタニールと秘書を殺害した。さらに10人の修道女、2名の神父、2名のフランス領事館員、2名のフランス人、3名のロシア人、30人以上の中国人信者を殺戮し、フランス領事館とフランスやイギリスの教会を焼き討ちした。
6月24日、フランスを中心とした7ヶ国艦隊が天津に到着し、総理各国事務衙門に抗議した。

## 交渉と影響
フランスは最初は清に対し責任のある役人を処刑するように主張した。清朝は直隷総督の曽国藩を調査と交渉のために派遣したが、当時の朝廷は戦争もやむを得ずという強硬論が多数を占め、情勢は緊迫した。
しかし曽国藩はフランスとの戦争を望まず、まずイギリス・アメリカ・ロシアとの賠償金交渉をまとめて、最後にフランスとの交渉にあたった。調査の結果、育嬰堂では幼児の誘拐・傷害はなかったと確認し、馬宏亮・崔福生・馮瘸子ら騒動の首謀者18人を処刑し、25人を流刑にし、天津知府張光藻と知県劉傑を免職して、銀46万両を外国人への損害賠償として支払い、崇厚を謝罪使としてフランスに派遣した。当時フランスは普仏戦争の発生で東洋に目を向ける余裕がなく、謝罪は受け入れられた。
交渉の結果に朝廷と民衆は不満を抱き、曽国藩の名声は大いに傷ついた。またこの事件のニュースは各地に影響をおよぼし、キリスト教徒と非キリスト教徒の衝突は頻発するようになった。